# Мартыновка (Оренбургская область)
Марты́новка — село в Асекеевском районе Оренбургской области России. Административный центр Мартыновского сельсовета.

## География
Село находится в северо-западной части Оренбургской области, в пределах Восточно-Европейской равнины, в Заволжско-Предуральской лесостепной провинции, на берегах реки Мочегай, на расстоянии примерно 22 км (по прямой) к северо-востоку от села Асекеево, административного центра района. Абсолютная высота — 151 м над уровнем моря.
Климат
Климат характеризуется как континентальный с морозной зимой и жарким летом. Среднегодовая температура составляет 2,5 °C. Средняя температура воздуха самого тёплого месяца (июля) — 19 — 22 °C (абсолютный максимум — 40 °C); самого холодного (января) — −17 — −14 °C (абсолютный минимум — −45 °C). Среднегодовое количество атмосферных осадков составляет 420 мм. Снежный покров держится в среднем около 150 дней в году.
Часовой пояс
Село Мартыновка, как и вся Оренбургская область, находится в часовой зоне МСК+2. Смещение применяемого времени относительно UTC составляет +5:00.

## Административно-территориальное деление
В 1795 году деревня Мартыновка (Елань) входила в Бугурусланскую округу Уфимского наместничества. После его упразднения в 1796 году Мартыновка вместе с Бугурусланским уездом вошла в состав Оренбургской губернии. Согласно ревизским сказкам 1817 года (седьмая ревизия), деревня относилась к Тирис-Усмановской волости. На 1834 год (восьмая ревизия), деревня находилась в Афонкинской волости Бугурусланского уезда.
В 1851 году была создана Самарская губерния, и Мартыновка, ставшая сельцом, вошла в состав Покровской волости Бугурусланского уезда этой губернии. К 1856 году Мартыновка упоминается как село. В 1867 году оно стало частью новой Мартыновской волости. Не позднее 1923 года эта волость была упразднена, и Мартыновка вошла в Сарайгирскую волость, а после её ликвидации в 1924 году — в Абдулинскую волость.
В 1928 году, с образованием Средневолжской области и переходом к окружному и районному делению, Абдулинская волость была упразднена, а село Мартыновка вошло в Абдулинский район Бугурусланского округа Средневолжской области (с 1929 года — Средневолжского края). В 1934 году из Средневолжского края была выделена Оренбургская область, в состав которой вошла Мартыновка. На 1935 год село относилось к Асекеевскому району. В 1939 году село входило в Мартыновский сельсовет Асекеевского района.
С 1938 по 1957 год Оренбургская область называлась Чкаловской. В 1963 году Асекеевский район временно упразднили, передав его территорию Бугурусланскому району, но в 1965 году район восстановили. С тех пор административно-территориальная принадлежность села Мартыновка не менялась, а связанные с ним топонимы сохраняют свои названия.

## История

#### Название
К началу XX века село Мартыновка сохраняло местное неофициальное название Елань. Название, вероятно, связано с местом происхождения переселенцев, прибывших в 1787 году из деревни Новая Елань Мензелинской округи Уфимского наместничества. Причём неофициальное название было более употребительным среди местного населения.

#### Основание и заселение
Согласно Пообщинному бланку, составленному в июле 1901 года, село Мартыновка (Елань) Мартыновской волости Бугурусланского уезда было основано в 1750 году на землях башкир деревни Тирис-Усманово, выходцами из Пензенской, Тамбовской и Казанской губерний, в количестве 17 дворов. Поселенцы принадлежали к русской и мордовской народностям.
По данным ревизских сказок, на июль 1795 года (пятая ревизия) в деревне Мартыновка проживали 140 человек (17 дворов) ясачных крестьян, прибывших из деревни Новая Елань Мензелинской округи Уфимского наместничества. А также 288 человек (28 дворов) ясачной новокрещёной мордвы, прибывших из деревни Асекеево, Бугурусланской округи Уфимского наместничества. Документ указывает, что ясачные крестьяне поселились во вновь заведенной деревне Мартыновка по указу Уфимской казённой палаты 1787 года. Ясачная новокрещёная мордва, по указу той же Уфимской казённой палаты, переселились несколько позже, по указу 1791 года.
В мае 1829 года по указу Оренбургского губернского правления шести однодворцам из села Юсово, деревень Мякишево и Шапино(?) Раненбургского и Скопинского уездов Рязанской губернии, покинувшим свои поселения вследствие малоземелья, было дозволено обосноваться в деревне Мартыновка (Елань). Уездному землемеру предписывалось определить подходящий участок для заселения и обеспечить переселенцев бесплатным казённым лесом для строительства домов.

##### Исторические события
В 1848 году епископ Оренбургский и Уфимский Иоанникий (Образцов) получил ходатайство от крестьян деревни Мартыновка Бугурусланского уезда, Осипа Иванова и Михаила Тихонова, о строительстве церкви во имя святых Космы и Дамиана. Указом Оренбургской духовной консистории от 20 октября 1849 года возведение храма было разрешено. Постановлением Оренбургской палаты государственных имуществ от 21 января 1850 года главному помощнику гражданского инженера Баранщикову было поручено разработать план церкви и организовать её строительство. В 1853 году строительство церкви было завершено. Первым священником нового храма был назначен Иоанн Кондалинский.
28 июня 1880 года Предводитель Бугурусланского уездного дворянства, сообщил епископу Самарскому и Ставропольскому Серафиму (Протопопову), что: "общество c. Мартыновки и д. Филипповки, Степановки и Самаркино, желая увековечить память 25-летнего царствования Государя Императора Александра Николаевича, положили приговором, составленным 19 февраля сего 1880 года, устроить в c. Мартыновке каменную часовню, на общественные средства, с тем, чтобы в ней были помещены иконы Христа Спасителя, св. Александра Невского и апостола Архипа и чтобы каждогодно 19 февраля и в дни, в которые были сделаны покушения на драгоценную жизнь Государя, был отправляем местным причтом молебен о здравии Императора Александра Николаевича, Наследника Цесаревича Александра Александровича и всего Царствующего Дома".
24 апреля 1887 года крестьянское общество села Мартыновка (Елань) продало казне 20 десятин и 1845 квадратных саженей земли под строительство Самаро-Уфимской железной дороги (с 8 сентября 1890 года переименованной в Самаро-Златоустовскую железную дорогу в связи с продлением путей до города Златоуст) за 415 рублей 38 копеек. Полученные средства были направлены на сокращение выкупных платежей за землю, которые крестьяне обязаны были выплачивать до 1 января 1931 года, после чего обрабатываемая земля должна была перейти в собственность сельских обществ. Однако, в результате Столыпинской аграрной реформы, начатой под влиянием революции 1905 года, выкупные платежи были отменены значительно раньше — с 1 января 1907 года.
4 февраля 1907 года в селе Мартыновка полностью сгорел новый приходской храм, построенный в 1903 году. Точная причина пожара осталась неизвестной. Церковный священник Владимир Любавский высказывал предположение, что возгорание могло быть вызвано либо выпавшими из печи горящими углями во время отопления храма накануне праздника, либо сильным накаливанием печи в алтаре.
В 1913 году Мартыновка стала одним из пунктов следования крестного хода проходившего по Самарской епархии с почитаемой чудотворной иконой Божией Матери «Взыскание погибших». Икона хранилась в Раковском Свято-Троицком монастыре и считалась одной из важнейших святынь Самарской епархии.
12 июня 1918 года была объявлена первая мобилизация в РККА, касавшаяся некоторых уездов поволжских губерний, в том числе Бугурусланского. Призыву подлежали рабочие и крестьяне 1893-1897 годов рождения.
Весной 1919 года Мартыновка оказалась на линии фронта. В ходе Гражданской войны село неоднократно переходило из рук в руки, но в начале мая 1919 года окончательно перешло под контроль советской власти в результате Бугурусланской операции РККА. С 1 по 3 мая части РККА — 3-я кавалерийская бригада 5-й армии и 31-я дивизия Туркестанской армии Восточного фронта — осуществив глубокое вклинение в тыл 3-го Уральского корпуса Русской армии, вышли к железной дороге в районе Филипповка — Сарай-Гир и заняли ряд населённых пунктов вблизи железнодорожной линии, оттеснив белогвардейские части на север.
В феврале 1920 года в Бугульминском уезде Самарской губернии и соседнем Белебеевском уезде Уфимской губернии вспыхнуло антисоветское крестьянское восстание, известное как «восстание Чёрного Орла». Распространившись на Бугурусланский уезд, оно затронуло и село Мартыновку. Самарский губисполком докладывал о причинах восстания следующее: «В Бугульминском уезде продагитам [продовольственно-агитационным отрядам] и другим продработникам были предоставлены широкие полномочия и мандаты, на основании которых они самовольно изымали у крестьян для своих нужд различные продукты и имущество, включая шерсть, овчины, мясо и другое, проводя самовольные обыски. Вместо разъяснений крестьянам угрожали судом, расстрелом, наставляли в грудь револьверы, бесплатно забирали лошадей для личных нужд. Арестовывали волостные и сельские исполкомы. ... Представители отрядов вели себя как хозяева в волисполкомах, заявляя крестьянам: „Мы вас выучим, как уже разорили 17 губерний до последней курицы, такая же участь постигнет Бугульминский уезд“».
Из доклада командующего войсками 4-й группы Запасной армии Карпова А.К. заместителю командующего Туркестанским фронтом Авксентьевскому К.А. о подавлении восстания в Белебеевском уезде Уфимской губернии, можно составить картину событий в районе села Мартыновка: утром 2 марта один батальон 3-го полка 1-й бригады Красных коммунаров, выгрузившись на станции Филипповка, на левом участке фронта восстаний, вошли в соприкосновение с мятежниками в районе Мартыновки и повели наступление двумя отрядами: один двинулся на северо-восток к базам повстанцев в деревнях Покровка и Андреевка через Зериклы, другой — на север к деревням Татарский Кандыз и Шалты через Мартыновку, охватывая очаги восстания в «вилку». Несколько сел были очищены от повстанцев решительным ударом. В Мартыновке был создан чрезвычком [чрезвычайная комиссия]. Были задержаны «шпионы и много кулачества», 21 повстанец был расстрелян. Восстание в Мартыновке было подавлено, главным образом, силами милиции, которая потерь не понесла. В охваченных восстанием волостях соседнего Абдулинского уезда «настроение постепенно разряжается благодаря репрессивным мерам отряда т. Резепова».
Осенью 1941 года в МТС "Им. Нариманова" механизаторским профессиям обучалось 55 девушек, которые должны были заменить собой мужчин ушедших на фронт Великой Отечественной войны.
К марту 1943 года в Асекеевском районе сложилось критическое положение со снабжением хлебом. На трудодень было выдано 100-200 граммов хлеба урожая 1942 года, его хватило на несколько месяцев, после чего разразился голод. Факт голода подтверждается воспоминаниями жителей Мартыновки, которые рассказывали об острой нехватке продуктов питания и употреблении суррогатной пищи в годы войны.
В 1978 году установлен обелиск воинам односельчанам, погибшим на фронтах Великой Отечественной войны 1941-1945 гг.

## Экономика
Согласно Владенной записи села Мартыновка (Елань), составленной 16 октября 1868 года, во владении этого селения находилось 6355,6 десятин земли разного качества. Из которых 5082,8 десятин удобной земли под сельхозугодиями и 1060,5 - неудобной. Земли под лесом: 204,5 удобной и 7,8 неудобной земли. Земли состояли в общинном, уравнительном по числу жителей пользовании. К общинному владению селения также относились две водяные мукомольные мельницы на реке Большой Мочагай. Кроме того, в границах поселения находилась принадлежавшая казне перемычка плотины к мельнице Мочагайской. За предоставленный в постоянное пользование земельный надел, крестьяне были обязаны ежегодно выплачивать государственную оброчную подать в размере 2494 рубля 93½ копейки. Лесной налог за пользование и охрану леса составлял 68 рублей 48 копеек. Крестьяне селения Мартыновка несли ответственность в форме круговой поруки за своевременный взнос причитавшейся с них оброчной подати.
В 1901 году экономика Мартыновки, согласно земской подворной переписи, основывалась на земледелии и скотоводстве. Крестьяне выращивали рожь, овёс, пшеницу, полбу, гречиху, просо и горох. Продолжительность рабочего дня составляла: яровой сев — "с восхода до заката" с одним двухчасовым отдыхом; заготовка кизяков и сенокос — по 7 часов; молотьба и осенняя пашня — по 18 часов с двухчасовым отдыхом; уборка ржи — 7 часов. Пастьба скота регулировалась сезонно: коровы, овцы и нерабочие лошади паслись с 10 апреля до первого снега, свиньи — с 20 апреля до снега. Праздничные дни, когда работы приостанавливались, включали Масленицу (3 дня), Пасху (8 дней), Троицу (2 дня) и Рождество (2 дня). Доставка зерна на рынок в Бугуруслан (55 вёрст) стоила 5 копеек за пуд. Цены на зерно за пуд составляли: рожь — 30 копеек (осень, зима) и 33 копейки (весна); овёс — 30 копеек (осень, зима) и 33 копейки (весна); пшеница — 55 копеек (осень, зима) и 57 копеек (весна).
1 декабря 1921 года гражданами Куколевым и Тюриным была образована кустарно-промысловая кооперативная артель "Мартыновка", ей передали в управление мельницу №136 на реке Мочегай. До революции Куколев и Тюрин владели мельницей около 30 лет, обустроив её за свой счёт. После революции мельница владельцев была отобрана Бугурусланским ревкомом на основании того, что Куколев и Тюрин "частные предприниматели". Передача мельницы непрофессионалам привела к её частым поломкам, ухудшению качества помола и сокращению числа клиентов. Эти проблемы в сочетании с переходом большевиков к политике НЭПа способствовал возврату мельницы в руки бывших владельцев.
В 1935 году в Мартыновке действовал маслозавод подчиненный Маслопромтресту и производивший животное масло на 100,7 тыс. рублей в год. На предприятии работало 8 человек.
В 1939 году в Мартыновке уже функционировало почтовое отделение. Минимум с 1939 по 1949 год в селе действовали три колхоза: «Волгострой», «Им. XVI партсъезда» и «Им. Ленина».
В 1941 году в Мартыновке работала МТС "Им. Нариманова", одна из двух машинно-тракторных станций в Асекеевском районе.
На 1960 год в Мартыновке действовал колхоз "Им. Ленина".

## Образование
История школьного образование в селе Мартыновка началось в 1869 году, когда местный священник Михаил Архангельский взял на себя обязанности учителя и набрал класс в количестве 6 мальчиков для обучения. На первых порах, за неимением лучшего помещения, церковно-приходская школа располагалась в кухне священника.
В 1900 году в Мартыновке действовало две школы: земская и церковно-приходская.
В 1906 году диакону Иоанну Иванову, состоявшему учителем церковно-приходской школы в селе Мартыновке, епископом Самарский и Ставропольским Константином (Булычёвым) вручена грамота "за полезные труды по учительской деятельности".
В 1915 году Мартыновская школа вошла в число лучших школ по преподаванию пения в Бугурусланском уезде.
После революции 1917 года в селе было шесть начальных школ, которые располагались в различных местах Мартыновки. Одна школа была в Мордовском конце, другая – в Тамбовцах, третья – в Русском конце, несколько школ находилось в центре села. Школьники учились в две смены.
В 1935 году закрытую сельскую церковь решили сломать и увезти в Абдулино. Но местные жители, в основном женщины, простояв весь день, отстояли ее. Церковь была перестроена под школу.
С 1935 года школа становится неполной средней, с семилетним образованием. С 1937 года по приказу Асекеевского РОО школа становится полной средней.
В 1972 году было построено новое здание школы.

## Население
| 2010 |
| ---- |
| 346  |

Гендерный состав
По данным Всероссийской переписи населения 2010 года, в гендерной структуре населения мужчины составляли 47,4 %, женщины — соответственно 52,6 %.
Национальный состав
Согласно результатам переписи 2002 года, в национальной структуре населения русские составляли 71 % из 446 чел.